# Anne-Marie Goddard
Anne-Marie Goddard-Lampe (IJsbrechtum, 13 januari 1970) is een Nederlands model en actrice.

## Carrière
In januari 1994 werd zij in de Verenigde Staten verkozen tot Playmate van de maand voor het blad Playboy. Goddard speelde ook enkele kleine rollen in films zoals in Austin Powers in Goldmember. Ze huwde met de Amerikaan Colin Goddard en nam zijn naam aan. Het paar heeft twee kinderen, geboren in 1998 en 2005.